# Daucus insularis
Espèce
Synonymes
- Tetrapleura insularis Parl. (basionyme)
- Tornabenea insularis (Parl.) Parl.
- etc.

Daucus insularis est une espèce de plantes à fleurs de la famille des Apiaceae et du genre Daucus, endémique du Cap-Vert.
Localement cette espèce est connue sous le nom de « funcho » ou « fruncho » .

## Taxonomie
L'espèce est décrite en premier par Filippo Parlatore en 1849, qui la classe dans le genre Tetrapleura sous le nom binominal et basionyme Tetrapleura insularis. Un an plus tard, Parlatore la déplace dans le nouveau genre Tornabenea, qu'il dédie au botaniste sicilien F. Tornabene, sous le nom Tornabenea insularis. Ce dernier nom est préféré jusqu'en 2016 où Krzysztof Spalik, Aneta Wojewódzka, Łukasz Banasiak & Jean-Pierre Reduron, à la suite d'études phylogénétiques, reclassent l'espèce dans le genre Daucus en la renommant Daucus insularis. L'espèce a également été considérée comme membre des genres Melanoselinum et Thapsia. Cependant, le nom correct est Daucus insularis.
Daucus insularis a donc pour synonymes :
- Melanoselinum bischoffii (J.A.Schmidt) A.Chev.
- Melanoselinum hirtum (J.A.Schmidt) A.Chev.
- Melanoselinum insulare (Parl. ex Webb) A.Chev.
- Tetrapleura insularis Parl.
- Thapsia bischoffii (J.A.Schmidt) M.Hiroe
- Thapsia hirta (J.A.Schmidt) M.Hiroe
- Thapsia insularis (Parl. ex Webb) M.Hiroe
- Tornabenea bischoffii J.A.Schmidt
- Tornabenea hirta J.A.Schmidt
- Tornabenea insularis (Parl.) Parl.

## Description

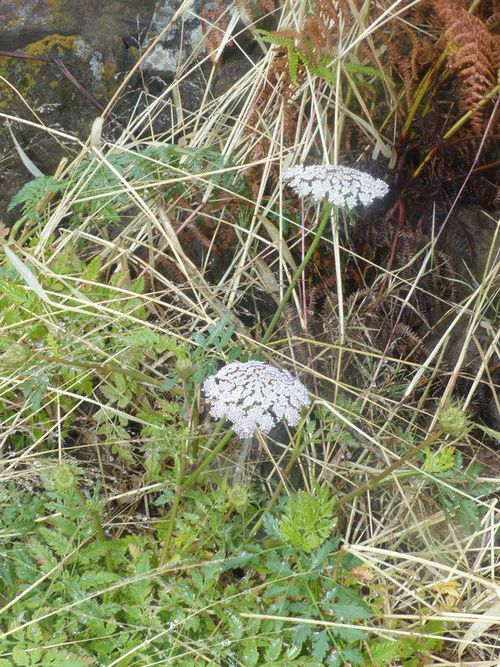
Aspect général.

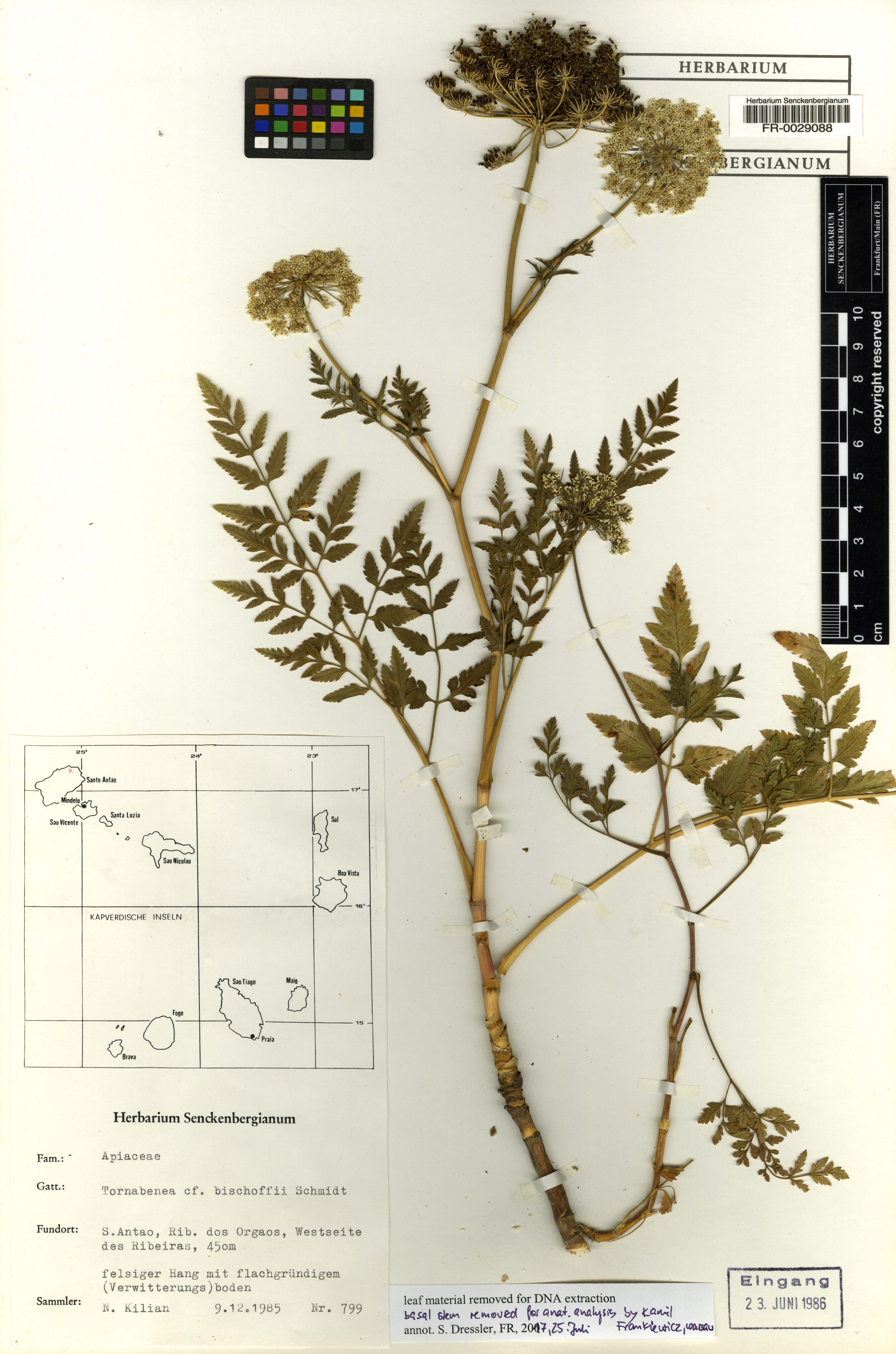
Spécimen d'herbier.

### Appareil végétatif
C'est une plante herbacée annuelle ou vivace de courte durée, très polymorphe, mesurant jusqu'à 120 cm de haut, généralement beaucoup plus courte, aromatique. Les tiges sont généralement grossièrement sillonnées et plus ou moins anguleuses, ramifiées à la base, glabres à rugueuses. Les feuilles sont 2-penatipartites, glabres à pubescentes avec des segments ovoïdes à obovales, obtus, entiers ou lobés avec l'apex et parfois les bords des veines mucronés-cuspides.

### Appareil reproducteur
Les ombelles sont généralement grandes, terminales et latérales, peu profondes ; les pédoncules mesurent jusqu'à 25 cm de long, grossièrement sillonnés et plus ou moins anguleux, glabres à rugueux jusqu'à l'apex ; les bractées sont au nombre de 7 à 10, rarement jusqu'à 14, entières ou trilobées à cinq parties, jusqu'à 25 mm de long en floraison, oblancéolées, patentes à rétrofléchies en fructification ; les rayons sont nombreux, anguleux-sulacés et comprimés latéralement, scabreux. Les bractéoles, à 7-9 par ombellule, mesurent 4–7 mm de long, lancéolées à oblancéolées, généralement glabres, entières, très rarement trifides. Les pétales sont blanchâtres, parfois rosâtres, ceux des fleurs périphériques d'environ 2 mm de long ; les anthères, de 0,3–0,4 mm de long, sont généralement vineux ; l'ovaire est glabre à scabreux ; le stylopode est conique déprimé ; les styles, d'environ 0,5 mm de long, sont érigés, jusqu'à 1 mm de long et vernissés sur le fruit. Le fruit, d'environ 3 mm de long, est largement elliptique en vue dorso-ventrale avec des ailes et parfois des dos secondaires grossièrement dentés à entiers.

## Habitat et répartition
C'est une espèce endémique du Cap-Vert, que l'on ne trouve que sur l'île de Santo Antão et dans trois zones montagneuses seulement : Pico da Cruz-Ribeira do Paul-Cova, Lombo do Mar-Ribeira do Alto Mira et Topo do Coroa. Le genre Tornabenea est lui-même endémique du Cap-Vert et comprend sept autres espèces, présentes sur d'autres îles de l'archipel.
L'espèce est très polymorphe, avec une certaine consistance de caractères uniquement sur l'île de S. Vicente (Monte Verde et Assomada da Baleia). L'absence de caractères spécifiques bien définis rend la séparation en entités taxonomiques autonomes extrêmement difficile. Elle pousse dans les escarpements et les pentes rocheuses humides et sub-humides, envahissant parfois les champs cultivés, du niveau de la mer à environ 1 000 m d'altitude (à Santo Antão et Fogo). 

## Utilisation
C'est bon pour la toux, bouilli avec du sucre.